# 1862 Аполлон
1862 Аполло́н (1932 HA) — астероїд, орбіта якого перетинає орбіту Землі. Відкрито 1932 року Карлом Райнмутом (Karl Reinmuth) в обсерваторії Гайдельберг-Кенігштуль (Німеччина), потім загублено і знайдено знову 1973 року (через 41 рік).
Це був перший відкритий астероїд, що перетинав орбіту нашої планети. Відноситься до навколоземних об'єктів і дав назву цілій групі навколоземних астероїдів, орбіти яких перетинають орбіту Землі, це означає, що вони перетинають орбіту Землі, якщо дивитися перпендикулярно до площини екліптики (перетин орбіти є більш загальним терміном, ніж фактичний перетин). Крім того, оскільки орбіта Аполлона дуже ексцентрична, вона перетинає також і орбіти Венери та Марса.
Оскільки астероїд деякий час був загубленим, наданий йому номер (1862), більший за номери деяких інших астероїдів його групи, що були відкриті пізніше — наприклад, 1566 Ікар.
Діаметр астероїда — 1,58 км. Астероїд відносять до S-типу. Імовірно, він складається здебільшого з олівіну. Аналіз його обертання надав спостережні докази ефекту ЯОРП.
Астероїд названо на честь героя античних міфів Аполлона. Це бог Сонця, дитина Зевса і Лето, на честь яких названі малі планети 5731 Зевс і 68 Лето.

## Супутник
Астероїд має невеликого супутника S/2005 (1862) 1. Його відкрито 2005 року під час обробки даних радара на радіотелескопі Аресібо (Пуерто-Рико) за період 29 жовтня - 2 листопада 2005 року. Оголошення про це міститься в циркулярі Міжнародного астрономічного союзу (IAUC) 8627. Розмір тіла близько 80 метрів, обертається на відстані ~3 км від Аполлона. При спостереженні з поверхні Аполлона S/2005 (1862) 1 мала б кутовий діаметр близько 2,0835 градусів.

## Потенційно небезпечний об'єкт
1862 Аполлон є потенційно небезпечним астероїдом (ПНАО), оскільки його мінімальна відстань перетину орбіти (MOID) становить менше 0,05 а.о., а діаметр – більше 150 метрів. Земний MOID Аполлона становить 0,0257 а.о. (3 840 000 км). Його орбіта чітко визначена на найближчі кілька сотень років. 17 травня 2075 року він пройде на відстані 0,0083 а.о. (1 240 000 км) від Венери. 